# Narrowboat

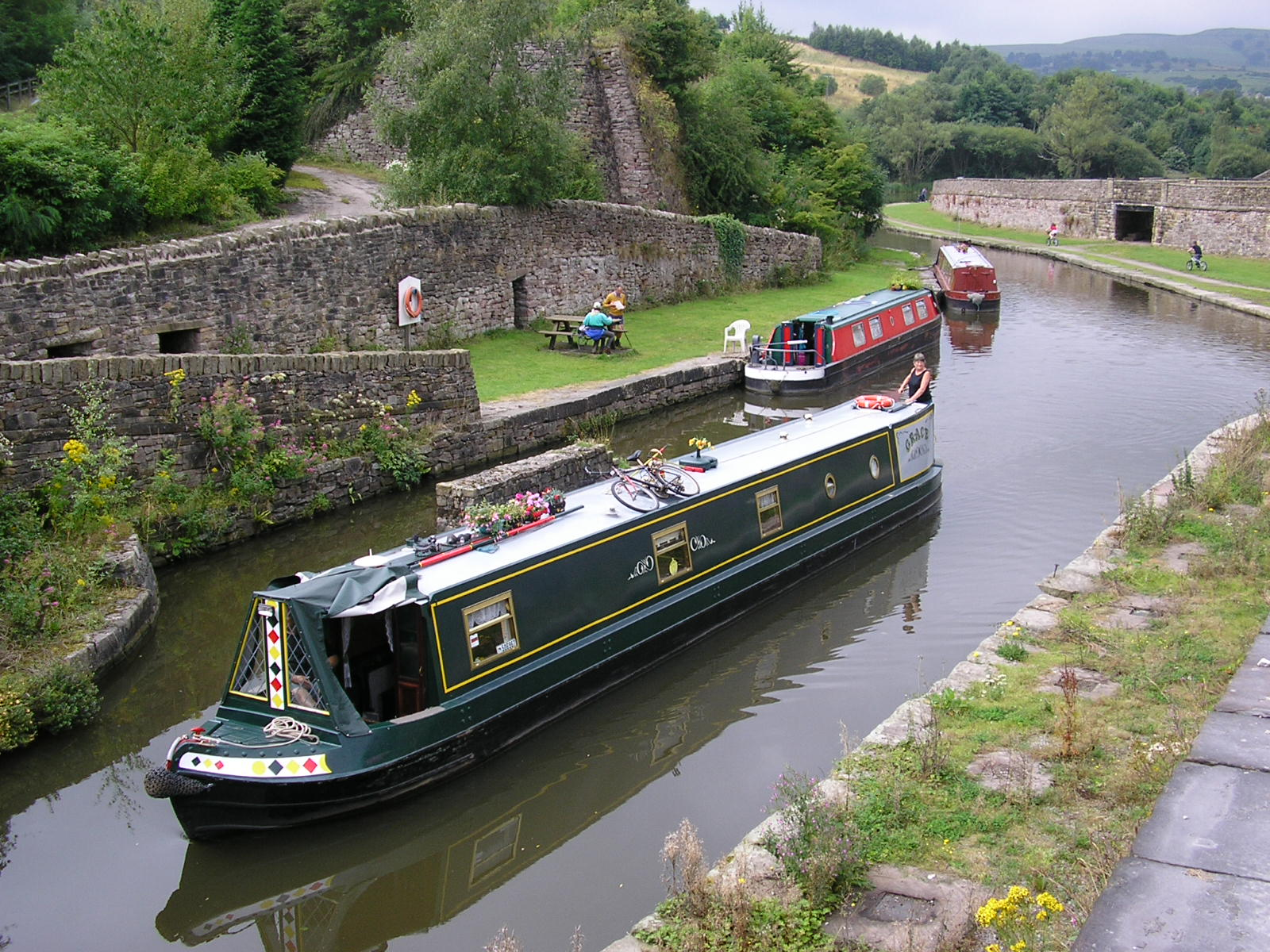
Moderne narrowboats voor de pleziervaart

Een narrowboat is een boot met een karakteristiek ontwerp. Ze zijn speciaal gebouwd voor de smalle kanalen van Engeland en Wales.
In de context van de British Inland Waterways verwijst een "narrow boat" (met spatie) naar de oorspronkelijke binnenvaartschepen die in de 18de, 19de en 20ste eeuw gebouwd werden voor het vervoer van goederen over de smalle Britse kanalen (waar de maximale breedte van sluizen en bruggen 2,13 m (7 feet) is). 
De term "narrowboats" (zonder spatie) wordt vooral gebruikt voor moderne schepen met recreatieve doeleinden. Het ontwerp van deze nieuwe schepen is een interpretatie van de oude schepen, maar dan voor moderne doeleinden en gebouwd met moderne materialen.

## Afmetingen
Het belangrijkste onderscheidende kenmerk van een narrowboat is zijn breedte: deze mag niet meer zijn dan 7 voet (2,13 m) om door de smalle Britse kanalen te kunnen varen. Sommige oude schepen hebben een breedte die zeer dicht of net iets over deze grens heen ligt (vaak 7 voet ½ inch). Deze schepen kunnen tegenwoordig moeite hebben om door een aantal kanalen te varen die als gevolg van verzakkingen niet meer zo breed zijn als ze zouden moeten zijn. Moderne schepen hebben meestal een breedte van 6 voet 10 inch (2,08 m) om overal een gemakkelijk doorvaart te garanderen.
Door hun slankheid lijken sommige narrowboats erg lang. De maximale lengte is ongeveer 72 voet (22 m), de lengte van de meeste sluizen in de smalle kanalen. De moderne narrowboats echter zijn meestal korter, zodat ze zonder problemen door het aaneengesloten netwerk van de Britse kanalen kunnen varen - ook door de "brede" kanalen (gebouwd voor bredere, maar kortere, schepen). De kortste sluis in het hoofdnet is Salterhebble Midden-Lock op de Calder en Hebble Navigation. Deze is ongeveer 56 voet (17 meter) lang. De Calder en Hebble Navigation is echter een breed kanaal en de sluis is ongeveer 14 voet 2 duim (4,20 m) breed. Door diagonaal in de sluis te gaan liggen, kan de maximale lengte van een narrowboat, die toch door het gehele netwerk kan varen, net iets langer (ongeveer 60 voet) zijn dan de 'rechte' lengte van de sluis. Sommige sluizen in geïsoleerde waterwegen zijn zelfs nog korter, 40 voet (12 m).
De schepen in de vloten van de verschillende verhuurmaatschappijen zijn verschillend qua lengte. Ze starten bij een lengte van ongeveer 30 voet (9,1 m).